# Mirror Mirror (10cc)
Mirror Mirror è l'undicesimo album in studio del gruppo rock britannico 10cc, pubblicato nel 1995.

## Tracce
1. I'm Not in Love (Rework of Art Mix) – 5:51
2. Peace in Our Time – 4:03
3. Code of Silence – 5:39
4. Take This Woman – 3:51
5. Yvonne's the One – 4:26
6. The Monkey and the Onion – 3:17
7. Margo Wants the Mustard – 3:54
8. Ready to Go Home – 4:37
9. Everything is Not Enough – 4:28
10. Blue Bird – 4:04
11. Age of Consent – 5:24
12. Grow Old with Me – 3:22
13. Why Did I Break Your Heart – 5:18
14. Now You're Gone – 3:01
15. I'm Not in Love (Acoustic Session '95) – 3:30

## Formazione
Gruppo
- Eric Stewart - voce, chitarra, tastiere, percussioni
- Graham Gouldman - voce, chitarre, basso, percussioni, mandolino
- Adrian Lee - basso, programmazioni, tastiere, voce, fisarmonica, chitarra
- Rick Fenn - chitarra (Peace in Our Time)
- Gary Wallis - batteria, percussioni

Altri musicisti
- Paul McCartney - chitarra, archi, piano, percussioni
- Andrew Gold - voce (Ready to Go Home)
- Steve Pigott - tastiere
- Ian Thomas - batteria
- Gary Barnacle - sassofono
- Peter Thomas - trombone
- Lise Aferiat, Nicola Burton - violini
- Chris Goldscheider - viola
- Andrew Hines, Patrick Jones - violoncelli